# Lexgaard
Lexgaard (północnofryz. Leeksguurd, duń. Læksgaarde) – gmina w Niemczech w kraju związkowym Szlezwik-Holsztyn, w powiecie Nordfriesland, wchodzi w skład Związku Gmin Südtondern.